# Gminy w departamencie Aude

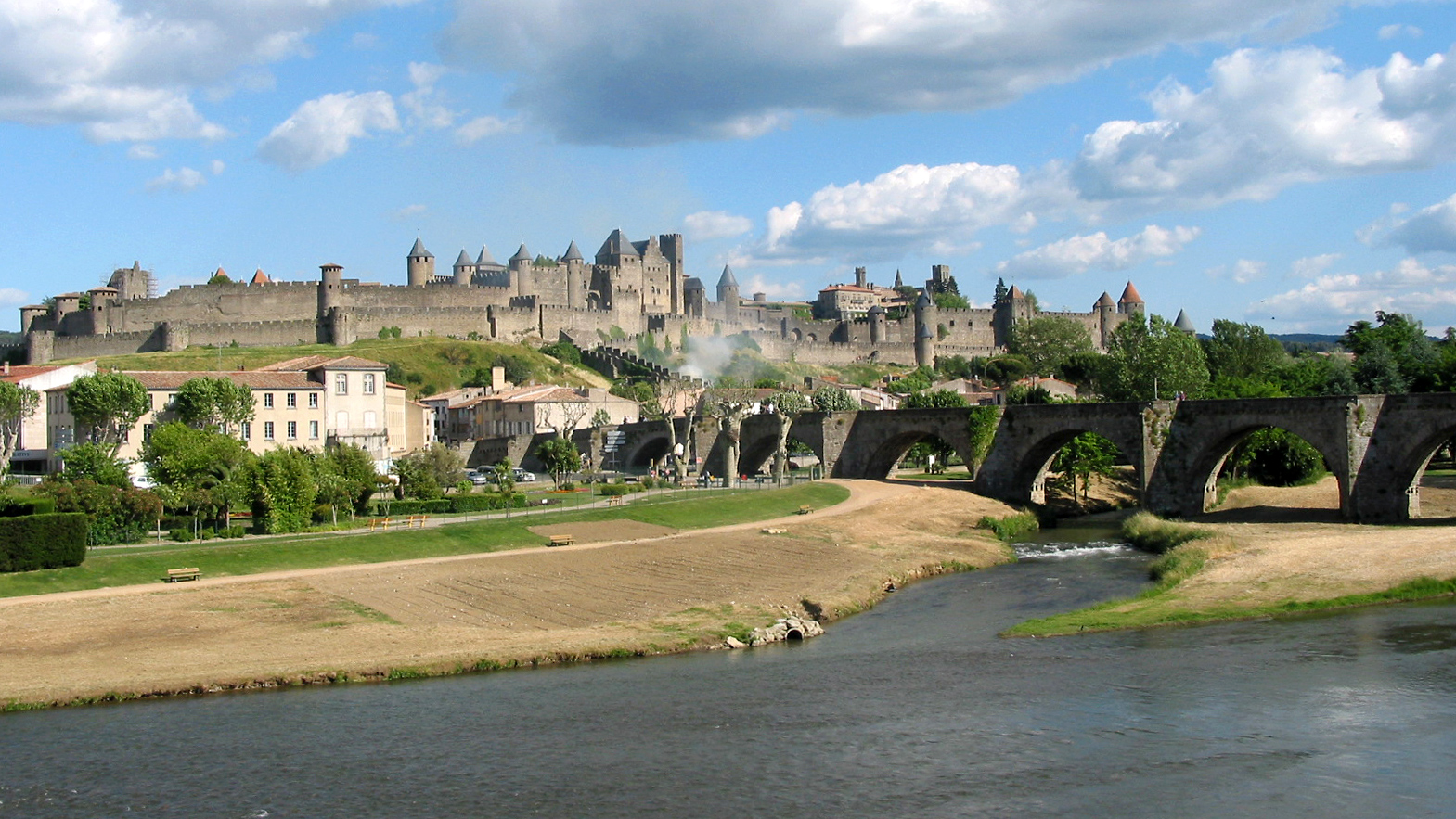
Carcassone

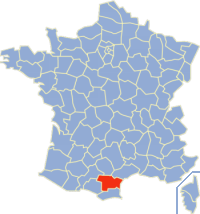
Położenie departamentu Aude we Francji

Lista 438 gmin w departamencie Aude we Francji.
- (CAC)  utworzone w  2002.
- (CAN)  utworzone w 2003.

| INSEE   | Kod pocztowy | Gmina                                  |
| ------- | ------------ | -------------------------------------- |
| 11001   | 11800        | Aigues-Vives                           |
| 11002   | 11320        | Airoux                                 |
| 11003   | 11300        | Ajac                                   |
| 11004   | 11240        | Alaigne                                |
| 11005   | 11290        | Alairac                                |
| 11006   | 11360        | Albas                                  |
| 11007   | 11330        | Albières                               |
| 11008   | 11580        | Alet-les-Bains                         |
| 11009   | 11170        | Alzonne                                |
| 11010   | 11190        | Antugnac                               |
| 11011   | 11600        | Aragon                                 |
| 11012   | 11120        | Argeliers                              |
| 11013   | 11200        | Argens-Minervois                       |
| 11014   | 11110        | Armissan (CAN)                         |
| 11015   | 11190        | Arques                                 |
| 11016   | 11220        | Arquettes-en-Val                       |
| 11017   | 11140        | Artigues                               |
| 11018   | 11290        | Arzens                                 |
| 11019   | 11140        | Aunat                                  |
| 11020   | 11330        | Auriac                                 |
| 11021   | 11140        | Axat                                   |
| 11022   | 11700        | Azille                                 |
| 11023   | 11800        | Badens                                 |
| 11024   | 11100        | Bages (CAN)                            |
| 11025   | 11600        | Bagnoles                               |
| 11026   | 11410        | Baraigne                               |
| 11027   | 11800        | Barbaira                               |
| 11028   | 11340        | Belcaire                               |
| 11029   | 11580        | Belcastel-et-Buc                       |
| 11030   | 11410        | Belflou                                |
| 11031   | 11140        | Belfort-sur-Rebenty                    |
| 11032   | 11240        | Bellegarde-du-Razès                    |
| 11033   | 11420        | Belpech                                |
| 11034   | 11240        | Belvèze-du-Razès                       |
| 1””1035 | 11500        | Belvianes-et-Cavirac                   |
| 11036   | 11340        | Belvis                                 |
| 11037   | 11090        | Berriac (CAC)                          |
| 11038   | 11140        | Bessède-de-Sault                       |
| 11039   | 11300        | La Bezole                              |
| 11040   | 11200        | Bizanet (CAN)                          |
| 11041   | 11120        | Bize-Minervois                         |
| 11042   | 11700        | Blomac                                 |
| 11043   | 11800        | Bouilhonnac                            |
| 11044   | 11190        | Bouisse                                |
| 11045   | 11300        | Bouriège                               |
| 11046   | 11300        | Bourigeole                             |
| 11047   | 11140        | Le Bousquet                            |
| 11048   | 11200        | Boutenac                               |
| 11049   | 11150        | Bram                                   |
| 11050   | 11500        | Brenac                                 |
| 11051   | 11270        | Brézilhac                              |
| 11052   | 11390        | Brousses-et-Villaret                   |
| 11053   | 11300        | Brugairolles                           |
| 11054   | 11400        | Les Brunels                            |
| 11055   | 11190        | Bugarach                               |
| 11056   | 11160        | Cabrespine                             |
| 11057   | 11420        | Cahuzac                                |
| 11058   | 11240        | Cailhau                                |
| 11059   | 11240        | Cailhavel                              |
| 11060   | 11140        | Cailla                                 |
| 11061   | 11240        | Cambieure                              |
| 11062   | 11140        | Campagna-de-Sault                      |
| 11063   | 11260        | Campagne-sur-Aude                      |
| 11064   | 11200        | Camplong-d’Aude                        |
| 11065   | 11190        | Camps-sur-l’Agly                       |
| 11066   | 11340        | Camurac                                |
| 11067   | 11200        | Canet                                  |
| 11068   | 11700        | Capendu                                |
| 11069   | 11000        | Carcassonne (CAC)                      |
| 11070   | 11170        | Carlipa                                |
| 11071   | 11360        | Cascastel-des-Corbières                |
| 11072   | 11270        | La Cassaigne                           |
| 11073   | 11190        | Cassaignes                             |
| 11074   | 11320        | Les Cassés                             |
| 11075   | 11160        | Castans                                |
| 11076   | 11400        | Castelnaudary                          |
| 11077   | 11700        | Castelnau-d’Aude                       |
| 11078   | 11300        | Castelreng                             |
| 11079   | 11390        | Caudebronde                            |
| 11080   | 11230        | Caudeval                               |
| 11081   | 11160        | Caunes-Minervois                       |
| 11083   | 11220        | Caunettes-en-Val                       |
| 11082   | 11250        | Caunette-sur-Lauquet                   |
| 11084   | 11170        | Caux-et-Sauzens (CAC)                  |
| 11085   | 11570        | Cavanac (CAC)                          |
| 11086   | 11510        | Caves                                  |
| 11087   | 11270        | Cazalrenoux                            |
| 11088   | 11570        | Cazilhac (CAC)                         |
| 11089   | 11170        | Cenne-Monestiés                        |
| 11090   | 11300        | Cépie                                  |
| 11091   | 11230        | Chalabre                               |
| 11092   | 11160        | Citou                                  |
| 11093   | 11140        | Le Clat                                |
| 11094   | 11250        | Clermont-sur-Lauquet                   |
| 11095   | 11700        | Comigne                                |
| 11096   | 11340        | Comus                                  |
| 11098   | 11200        | Conilhac-Corbières                     |
| 11097   | 11190        | Conilhac-de-la-Montagne                |
| 11099   | 11600        | Conques-sur-Orbiel                     |
| 11100   | 11230        | Corbières                              |
| 11101   | 11500        | Coudons                                |
| 11102   | 11250        | Couffoulens (CAC)                      |
| 11103   | 11190        | Couiza                                 |
| 11104   | 11140        | Counozouls                             |
| 11105   | 11300        | Cournanel                              |
| 11106   | 11110        | Coursan (CAN)                          |
| 11107   | 11230        | Courtauly                              |
| 11108   | 11240        | Courtète                               |
| 11109   | 11190        | Coustaussa                             |
| 11110   | 11220        | Coustouge                              |
| 11111   | 11200        | Cruscades                              |
| 11112   | 11190        | Cubières-sur-Cinoble                   |
| 11113   | 11350        | Cucugnan                               |
| 11114   | 11410        | Cumiès                                 |
| 11115   | 11390        | Cuxac-Cabardès                         |
| 11116   | 11590        | Cuxac-d’Aude (CAN)                     |
| 11117   | 11330        | Davejean                               |
| 11118   | 11330        | Dernacueillette                        |
| 11119   | 11300        | La Digne-d’Amont                       |
| 11120   | 11300        | La Digne-d’Aval                        |
| 11121   | 11240        | Donazac                                |
| 11122   | 11700        | Douzens                                |
| 11123   | 11350        | Duilhac-sous-Peyrepertuse              |
| 11124   | 11360        | Durban-Corbières                       |
| 11125   | 11360        | Embres-et-Castelmaure                  |
| 11126   | 11200        | Escales                                |
| 11127   | 11140        | Escouloubre                            |
| 11128   | 11240        | Escueillens-et-Saint-Just-de-Bélengard |
| 11129   | 11260        | Espéraza                               |
| 11130   | 11340        | Espezel                                |
| 11131   | 11260        | Fa                                     |
| 11132   | 11200        | Fabrezan                               |
| 11133   | 11220        | Fajac-en-Val                           |
| 11134   | 11410        | Fajac-la-Relenque                      |
| 11135   | 11140        | La Fajolle                             |
| 11136   | 11270        | Fanjeaux                               |
| 11137   | 11330        | Félines-Termenès                       |
| 11138   | 11400        | Fendeille                              |
| 11139   | 11240        | Fenouillet-du-Razès                    |
| 11140   | 11200        | Ferrals-les-Corbières                  |
| 11141   | 11240        | Ferran                                 |
| 11142   | 11300        | Festes-et-Saint-André                  |
| 11143   | 11510        | Feuilla                                |
| 11144   | 11510        | Fitou                                  |
| 11145   | 11560        | Fleury (CAN)                           |
| 11146   | 11800        | Floure                                 |
| 11147   | 11140        | Fontanès-de-Sault                      |
| 11148   | 11700        | Fontcouverte                           |
| 11149   | 11400        | Fonters-du-Razès                       |
| 11150   | 11310        | Fontiers-Cabardès                      |
| 11151   | 11800        | Fontiès-d’Aude (CAC)                   |
| 11152   | 11360        | Fontjoncouse                           |
| 11153   | 11270        | La Force                               |
| 11154   | 11600        | Fournes-Cabardès                       |
| 11155   | 11190        | Fourtou                                |
| 11156   | 11600        | Fraisse-Cabardès                       |
| 11157   | 11360        | Fraissé-des-Corbières                  |
| 11158   | 11300        | Gaja-et-Villedieu                      |
| 11159   | 11270        | Gaja-la-Selve                          |
| 11160   | 11140        | Galinagues                             |
| 11161   | 11250        | Gardie                                 |
| 11162   | 11270        | Generville                             |
| 11163   | 11140        | Gincla                                 |
| 11164   | 11120        | Ginestas                               |
| 11165   | 11500        | Ginoles                                |
| 11166   | 11410        | Gourvieille                            |
| 11167   | 11240        | Gramazie                               |
| 11168   | 11500        | Granès                                 |
| 11169   | 11250        | Greffeil                               |
| 11170   | 11430        | Gruissan (CAN)                         |
| 11171   | 11230        | Gueytes-et-Labastide                   |
| 11172   | 11200        | Homps                                  |
| 11173   | 11240        | Hounoux                                |
| 11174   | 11380        | Les Ilhes                              |
| 11175   | 11400        | Issel                                  |
| 11176   | 11220        | Jonquières                             |
| 11177   | 11140        | Joucou                                 |
| 11178   | 11320        | Labastide-d’Anjou                      |
| 11179   | 11220        | Labastide-en-Val                       |
| 11180   | 11380        | Labastide-Esparbairenque               |
| 11181   | 11400        | Labécède-Lauragais                     |
| 11182   | 11310        | Lacombe                                |
| 11183   | 11250        | Ladern-sur-Lauquet                     |
| 11184   | 11420        | Lafage                                 |
| 11185   | 11220        | Lagrasse                               |
| 11186   | 11330        | Lairière                               |
| 11187   | 11330        | Lanet                                  |
| 11189   | 11390        | Laprade                                |
| 11302   | 11140        | Lapradelle-Puilaurens                  |
| 11191   | 11330        | Laroque-de-Fa                          |
| 11192   | 11400        | Lasbordes                              |
| 11193   | 11270        | Lasserre-de-Prouille                   |
| 11194   | 11600        | Lastours                               |
| 11195   | 11400        | Laurabuc                               |
| 11196   | 11270        | Laurac                                 |
| 11197   | 11300        | Lauraguel                              |
| 11198   | 11800        | Laure-Minervois                        |
| 11199   | 11290        | Lavalette (CAC)                        |
| 11200   | 11160        | Lespinassière                          |
| 11201   | 11250        | Leuc (CAC)                             |
| 11202   | 11370        | Leucate                                |
| 11203   | 11200        | Lézignan-Corbières                     |
| 11204   | 11240        | Lignairolles                           |
| 11205   | 11600        | Limousis                               |
| 11206   | 11300        | Limoux                                 |
| 11207   | 11300        | Loupia                                 |
| 11208   | 11410        | La Louvière-Lauragais                  |
| 11209   | 11190        | Luc-sur-Aude                           |
| 11210   | 11200        | Luc-sur-Orbieu                         |
| 11211   | 11300        | Magrie                                 |
| 11212   | 11120        | Mailhac                                |
| 11213   | 11330        | Maisons                                |
| 11214   | 11300        | Malras                                 |
| 11215   | 11600        | Malves-en-Minervois                    |
| 11216   | 11300        | Malviès                                |
| 11217   | 11120        | Marcorignan (CAN)                      |
| 11218   | 11410        | Marquein                               |
| 11219   | 11140        | Marsa                                  |
| 11220   | 11800        | Marseillette                           |
| 11221   | 11390        | Les Martys                             |
| 11222   | 11380        | Mas-Cabardès                           |
| 11223   | 11570        | Mas-des-Cours (CAC)                    |
| 11224   | 11330        | Massac                                 |
| 11225   | 11400        | Mas-Saintes-Puelles                    |
| 11226   | 11420        | Mayreville                             |
| 11227   | 11220        | Mayronnes                              |
| 11228   | 11240        | Mazerolles-du-Razès                    |
| 11229   | 11140        | Mazuby                                 |
| 11230   | 11140        | Mérial                                 |
| 11231   | 11410        | Mézerville                             |
| 11232   | 11380        | Miraval-Cabardes                       |
| 11233   | 11120        | Mirepeisset                            |
| 11234   | 11400        | Mireval-Lauragais                      |
| 11235   | 11580        | Missègre                               |
| 11236   | 11420        | Molandier                              |
| 11238   | 11410        | Molleville                             |
| 11239   | 11410        | Montauriol                             |
| 11240   | 11190        | Montazels                              |
| 11241   | 11700        | Montbrun-des-Corbières                 |
| 11242   | 11250        | Montclar                               |
| 11243   | 11320        | Montferrand                            |
| 11244   | 11140        | Montfort-sur-Boulzane                  |
| 11245   | 11330        | Montgaillard                           |
| 11246   | 11240        | Montgradail                            |
| 11247   | 11240        | Monthaut                               |
| 11248   | 11800        | Montirat (CAC)                         |
| 11249   | 11230        | Montjardin                             |
| 11250   | 11330        | Montjoi                                |
| 11251   | 11220        | Montlaur                               |
| 11252   | 11320        | Montmaur                               |
| 11253   | 11170        | Montolieu                              |
| 11254   | 11290        | Montréal                               |
| 11255   | 11100        | Montredon-des-Corbières (CAN)          |
| 11256   | 11200        | Montséret                              |
| 11257   | 11800        | Monze                                  |
| 11258   | 11120        | Moussan (CAN)                          |
| 11259   | 11170        | Moussoulens                            |
| 11260   | 11330        | Mouthoumet                             |
| 11261   | 11700        | Moux                                   |
| 11262   | 11100        | Narbonne (CAN)                         |
| 11263   | 11500        | Nébias                                 |
| 11264   | 11200        | Névian (CAN)                           |
| 11265   | 11140        | Niort-de-Sault                         |
| 11267   | 11200        | Ornaisons                              |
| 11268   | 11270        | Orsans                                 |
| 11269   | 11590        | Ouveillan (CAN)                        |
| 11270   | 11350        | Padern                                 |
| 11271   | 11330        | Palairac                               |
| 11272   | 11570        | Palaja (CAC)                           |
| 11188   | 11480        | La Palme                               |
| 11273   | 11200        | Paraza                                 |
| 11274   | 11300        | Pauligne                               |
| 11275   | 11410        | Payra-sur-l’Hers                       |
| 11276   | 11350        | Paziols                                |
| 11277   | 11420        | Pécharic-et-le-Py                      |
| 11278   | 11420        | Pech-Luna                              |
| 11279   | 11610        | Pennautier (CAC)                       |
| 11280   | 11700        | Pépieux                                |
| 11281   | 11150        | Pexiora                                |
| 11282   | 11230        | Peyrefitte-du-Razès                    |
| 11283   | 11420        | Peyrefitte-sur-l’Hers                  |
| 11284   | 11400        | Peyrens                                |
| 11285   | 11440        | Peyriac-de-Mer (CAN)                   |
| 11286   | 11160        | Peyriac-Minervois                      |
| 11287   | 11190        | Peyrolles                              |
| 11288   | 11170        | Pezens (CAC)                           |
| 11289   | 11300        | Pieusse                                |
| 11290   | 11420        | Plaigne                                |
| 11291   | 11270        | Plavilla                               |
| 11292   | 11400        | La Pomarède                            |
| 11293   | 11250        | Pomas                                  |
| 11294   | 11300        | Pomy                                   |
| 11295   | 11490        | Portel-des-Corbières                   |
| 11266   | 11210        | Port-la-Nouvelle                       |
| 11296   | 11120        | Pouzols-Minervois                      |
| 11297   | 11380        | Pradelles-Cabardès                     |
| 11298   | 11220        | Pradelles-en-Val                       |
| 11299   | 11250        | Preixan (CAC)                          |
| 11300   | 11400        | Puginier                               |
| 11301   | 11700        | Puichéric                              |
| 11303   | 11230        | Puivert                                |
| 11304   | 11500        | Quillan                                |
| 11305   | 11360        | Quintillan                             |
| 11306   | 11500        | Quirbajou                              |
| 11307   | 11200        | Raissac-d’Aude (CAN)                   |
| 11308   | 11170        | Raissac-sur-Lampy                      |
| 11190   | 11700        | La Redorte                             |
| 11309   | 11190        | Rennes-le-Château                      |
| 11310   | 11190        | Rennes-les-Bains                       |
| 11311   | 11220        | Ribaute                                |
| 11312   | 11270        | Ribouisse                              |
| 11313   | 11400        | Ricaud                                 |
| 11314   | 11220        | Rieux-en-Val                           |
| 11315   | 11160        | Rieux-Minervois                        |
| 11316   | 11230        | Rivel                                  |
| 11317   | 11140        | Rodome                                 |
| 11318   | 11700        | Roquecourbe-Minervois                  |
| 11319   | 11380        | Roquefère                              |
| 11320   | 11340        | Roquefeuil                             |
| 11321   | 11140        | Roquefort-de-Sault                     |
| 11322   | 11540        | Roquefort-des-Corbières                |
| 11323   | 11300        | Roquetaillade                          |
| 11324   | 11200        | Roubia                                 |
| 11325   | 11250        | Rouffiac-d’Aude (CAC)                  |
| 11326   | 11350        | Rouffiac-des-Corbières                 |
| 11327   | 11290        | Roullens (CAC)                         |
| 11328   | 11240        | Routier                                |
| 11329   | 11260        | Rouvenac                               |
| 11330   | 11800        | Rustiques                              |
| 11331   | 11270        | Saint-Amans                            |
| 11332   | 11200        | Saint-André-de-Roquelongue             |
| 11333   | 11230        | Saint-Benoît                           |
| 11337   | 11700        | Saint-Couat-d’Aude                     |
| 11338   | 11300        | Saint-Couat-du-Razès                   |
| 11339   | 11310        | Saint-Denis                            |
| 11334   | 11410        | Sainte-Camelle                         |
| 11335   | 11140        | Sainte-Colombe-sur-Guette              |
| 11336   | 11230        | Sainte-Colombe-sur-l’Hers              |
| 11340   | 11170        | Sainte-Eulalie                         |
| 11366   | 11120        | Sainte-Valière                         |
| 11341   | 11500        | Saint-Ferriol                          |
| 11342   | 11800        | Saint-Frichoux                         |
| 11343   | 11270        | Saint-Gaudéric                         |
| 11344   | 11250        | Saint-Hilaire                          |
| 11345   | 11360        | Saint-Jean-de-Barrou                   |
| 11346   | 11260        | Saint-Jean-de-Paracol                  |
| 11347   | 11500        | Saint-Julia-de-Bec                     |
| 11348   | 11270        | Saint-Julien-de-Briola                 |
| 11350   | 11500        | Saint-Just-et-le-Bézu                  |
| 11351   | 11220        | Saint-Laurent-de-la-Cabrerisse         |
| 11352   | 11500        | Saint-Louis-et-Parahou                 |
| 11353   | 11120        | Saint-Marcel-sur-Aude                  |
| 11354   | 11220        | Saint-Martin-des-Puits                 |
| 11355   | 11300        | Saint-Martin-de-Villereglan            |
| 11356   | 11400        | Saint-Martin-Lalande                   |
| 11357   | 11170        | Saint-Martin-le-Vieil                  |
| 11358   | 11500        | Saint-Martin-Lys                       |
| 11359   | 11410        | Saint-Michel-de-Lanès                  |
| 11360   | 11120        | Saint-Nazaire-d’Aude                   |
| 11361   | 11400        | Saint-Papoul                           |
| 11362   | 11320        | Saint-Paulet                           |
| 11363   | 11220        | Saint-Pierre-des-Champs                |
| 11364   | 11300        | Saint-Polycarpe                        |
| 11365   | 11420        | Saint-Sernin                           |
| 11367   | 11310        | Saissac                                |
| 11368   | 11600        | Sallèles-Cabardès                      |
| 11369   | 11590        | Sallèles-d’Aude                        |
| 11370   | 11110        | Salles-d’Aude (CAN)                    |
| 11371   | 11410        | Salles-sur-l’Hers                      |
| 11372   | 11600        | Salsigne                               |
| 11373   | 11140        | Salvezines                             |
| 11374   | 11330        | Salza                                  |
| 11375   | 11240        | Seignalens                             |
| 11376   | 11190        | La Serpent                             |
| 11377   | 11190        | Serres                                 |
| 11378   | 11220        | Serviès-en-Val                         |
| 11379   | 11130        | Sigean                                 |
| 11380   | 11230        | Sonnac-sur-l’Hers                      |
| 11381   | 11190        | Sougraigne                             |
| 11382   | 11400        | Souilhanels                            |
| 11383   | 11400        | Souilhe                                |
| 11384   | 11350        | Soulatgé                               |
| 11385   | 11320        | Soupex                                 |
| 11386   | 11220        | Talairan                               |
| 11387   | 11220        | Taurize                                |
| 11388   | 11330        | Termes                                 |
| 11389   | 11580        | Terroles                               |
| 11390   | 11200        | Thézan-des-Corbières                   |
| 11391   | 11380        | La Tourette-Cabardès                   |
| 11392   | 11220        | Tournissan                             |
| 11393   | 11200        | Tourouzelle                            |
| 11394   | 11300        | Tourreilles                            |
| 11395   | 11160        | Trassanel                              |
| 11396   | 11160        | Trausse                                |
| 11397   | 11800        | Trèbes (CAC)                           |
| 11398   | 11510        | Treilles                               |
| 11399   | 11400        | Tréville                               |
| 11400   | 11230        | Tréziers                               |
| 11401   | 11350        | Tuchan                                 |
| 11402   | 11580        | Valmigère                              |
| 11404   | 11610        | Ventenac-Cabardès                      |
| 11405   | 11120        | Ventenac-en-Minervois                  |
| 11406   | 11580        | Véraza                                 |
| 11407   | 11400        | Verdun-en-Lauragais                    |
| 11408   | 11250        | Verzeille                              |
| 11409   | 11330        | Vignevieille                           |
| 11410   | 11600        | Villalier                              |
| 11411   | 11600        | Villanière                             |
| 11412   | 11580        | Villardebelle                          |
| 11413   | 11600        | Villardonnel                           |
| 11414   | 11220        | Villar-en-Val                          |
| 11415   | 11250        | Villar-Saint-Anselme                   |
| 11416   | 11600        | Villarzel-Cabardès                     |
| 11417   | 11300        | Villarzel-du-Razès                     |
| 11418   | 11150        | Villasavary                            |
| 11419   | 11420        | Villautou                              |
| 11420   | 11250        | Villebazy                              |
| 11421   | 11200        | Villedaigne (CAN)                      |
| 11422   | 11800        | Villedubert (CAC)                      |
| 11423   | 11570        | Villefloure                            |
| 11424   | 11230        | Villefort                              |
| 11425   | 11600        | Villegailhenc                          |
| 11426   | 11600        | Villegly                               |
| 11427   | 11300        | Villelongue-d’Aude                     |
| 11428   | 11310        | Villemagne                             |
| 11429   | 11620        | Villemoustaussou (CAC)                 |
| 11430   | 11400        | Villeneuve-la-Comptal                  |
| 11431   | 11360        | Villeneuve-les-Corbières               |
| 11432   | 11290        | Villeneuve-lès-Montréal                |
| 11433   | 11160        | Villeneuve-Minervois                   |
| 11434   | 11150        | Villepinte                             |
| 11435   | 11330        | Villerouge-Termenès                    |
| 11436   | 11360        | Villesèque-des-Corbières               |
| 11437   | 11170        | Villesèquelande                        |
| 11438   | 11150        | Villesiscle                            |
| 11439   | 11170        | Villespy                               |
| 11440   | 11220        | Villetritouls                          |
| 11441   | 11110        | Vinassan (CAN)                         |